# Arctische parelmoervlinder
De arctische parelmoervlinder of akkerparelmoervlinder (Boloria chariclea, vroeger geplaatst in het geslacht Clossiana, dat nu als ondergeslacht wordt gezien) is een dagvlinder uit de familie van de Nymphalidae, de vossen, parelmoervlinders en weerschijnvlinders. De voorvleugellengte bedraagt 16 tot 18 millimeter. De soort komt verspreid over het noorden van het Palearctisch gebied en Nearctisch gebied voor. In Europa is de verspreiding beperkt tot Lapland. De soort vliegt in juli en augustus. De vlinder vliegt op hoogtes van 100 tot 1400 meter boven zeeniveau.

## Waardplanten
De waardplanten van de arctische parelmoervlinder zijn niet precies bekend, waarschijnlijk soorten viooltjes. In Noord-Amerika ook soorten wilg.